# لابورد
لابورد هي مقاطعة فرنسية سابقة وجزء من مقاطعة البيرينيه أتلانتيك الحالية. إنها إحدى مقاطعات الباسك التقليدية، وقد تم تحديدها كواحدة من الأجزاء الإقليمية المكونة لإقليم الباسك من قبل الكثيرين، وخاصة من قبل القوميين الباسكيين.
تمتد مقاطعة لابورد من جبال البرانس إلى نهر أدور ، على طول خليج بسكاي. إلى الجنوب توجد مقاطعةغيبوثكوا ونافار في إسبانيا، وإلى الشرق تقع نافار باس ، وإلى الشمال تقع منطقة لانديس . تبلغ مساحتها حوالي 900 كـم2 (347 ميل2) ويبلغ عدد سكانها أكثر من 200,000 نسمة (115,154 نسمة في عام 1901؛ و209,913 نسمة في عام 1990)، وهي الأكثر سكانًا بين مقاطعات الباسك الفرنسية الثلاث. يتحدث أكثر من 25% من المواطنين اللغة الباسكية (17% في منطقة بايون-أنجليه-بياريتز، و43% في باقي المناطق). يتمتع حزب العمال أيضًا منذ فترة طويلة بتقليد التحدث باللغة الجاسكونية، بشكل ملحوظ بجوار ضفاف نهر أدور ولكن أيضًا أكثر انتشارًا في جميع أنحاء منطقة الفيكونت (حوالي 20٪ في بايون أنجليه بياريتز).
المدينة الرئيسية في لابورد هي بايون، على الرغم من أن العاصمة حتى الثورة الفرنسية كانت أوستاريتز ، على بعد 13 كيلومترا، حيث تجمع زعماء الباسك المحليين. المدن الهامة الأخرى هي بياريتز وأنجليه (بين بايون وبياريتز) وإنداي وسيبور وسان جان دي لوز على طول الساحل، وهاسبارين في الداخل. تشتهر المنطقة بمهرجان احتفالات بايون الذي يستمر لمدة خمسة أيام ومهرجان الفلفل الأحمر في اسبليت. يأتي العديد من السياح إلى الساحل، وخاصة إلى بياريتز والتلال والجبال الداخلية للمشي والسياحة الزراعية. لا رون ( لارون في اللغة الباسكية)، جبل يبلغ ارتفاعه 900 متر، يقع جنوب سان جان دو لوز على الحدود مع إسبانيا.
تتميز المباني التقليدية في لابورد بسقف منخفض وطراز نصف خشبيي وعتبات حجرية تكون مبانيها مطلية باللون الأحمر والأبيض والأخضر. يعد منزل إدموند روستاند، فيلا أرناجا في كامبو ليه باين ، منزلًا من هذا القبيل وهو الآن متحف مخصص لمؤلف سيرانو دي بيرجيراك ولتقاليد شعب الباسك.
لابورديان ( لابورتيرا ) هي لهجة من لغة الباسك المستخدمة في الإقليم.

## التاريخ

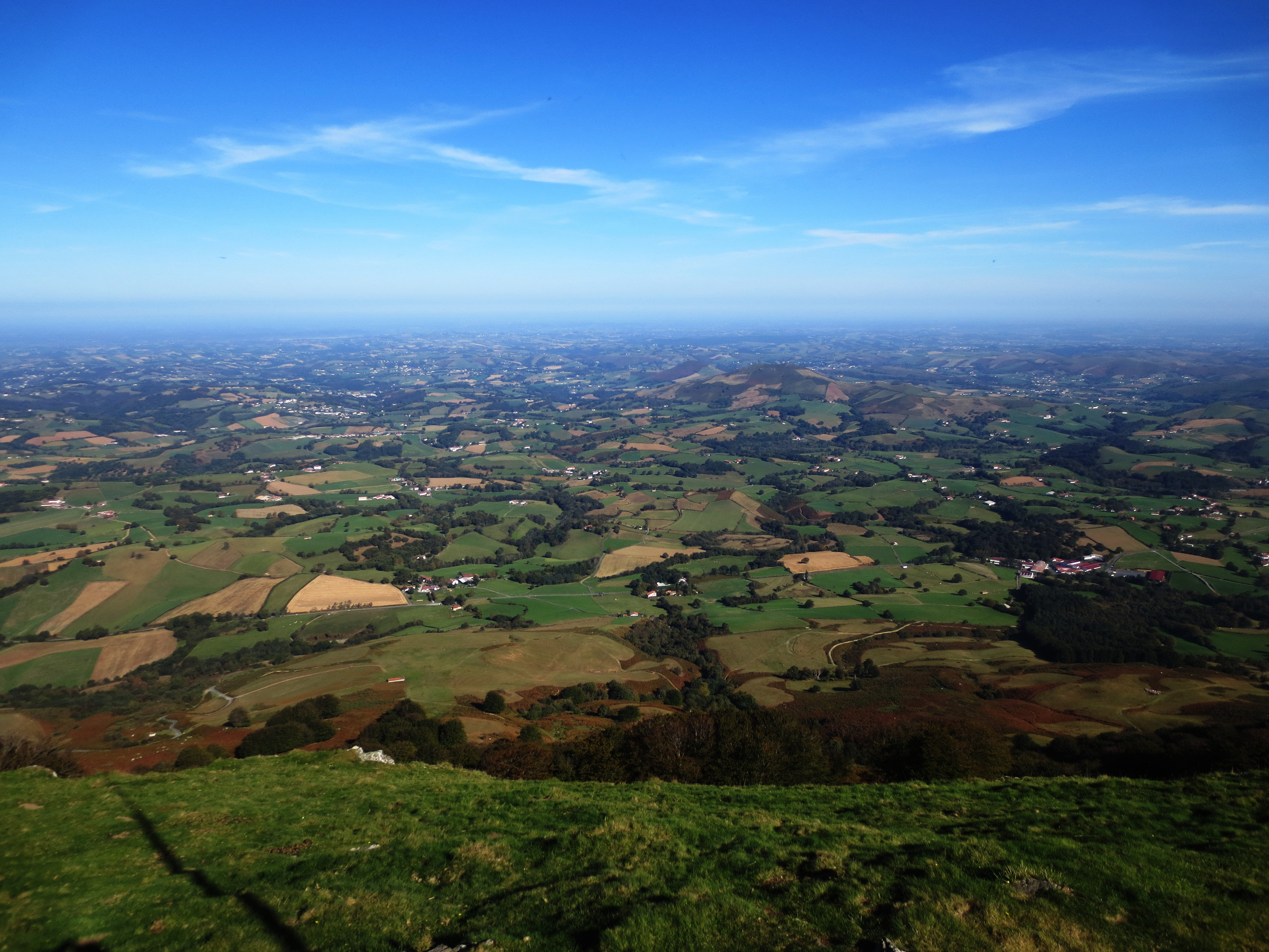
منظر جوي على الشمال لابورد من جبل بايجورا

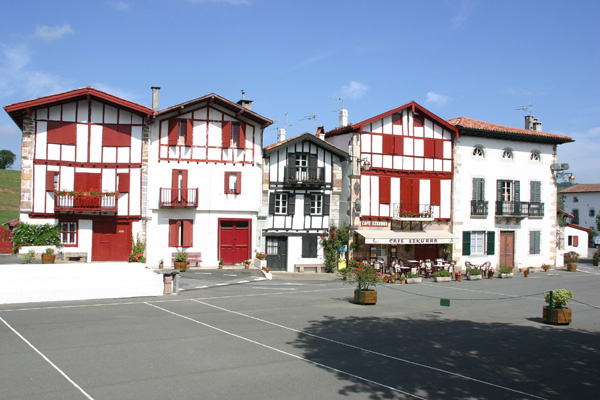
تظهر منازل قرية أينهوا بعض جوانب العمارة الباسكية التقليدية

كان يسكن لابورد القديمة قبيلة تاربيلي، وهي قبيلة أكويتانية. كان لديهم يسيطرون على لابوردوم المحصنة، والتي أصبحت في النهاية بايون الحديثة، وأطلقت اسمها على المنطقة.
في العصور الوسطى شكلت جزءًا من دوقية فاسكونيا ، والتي أصبحت تسمى أخيرا جاسكوني.

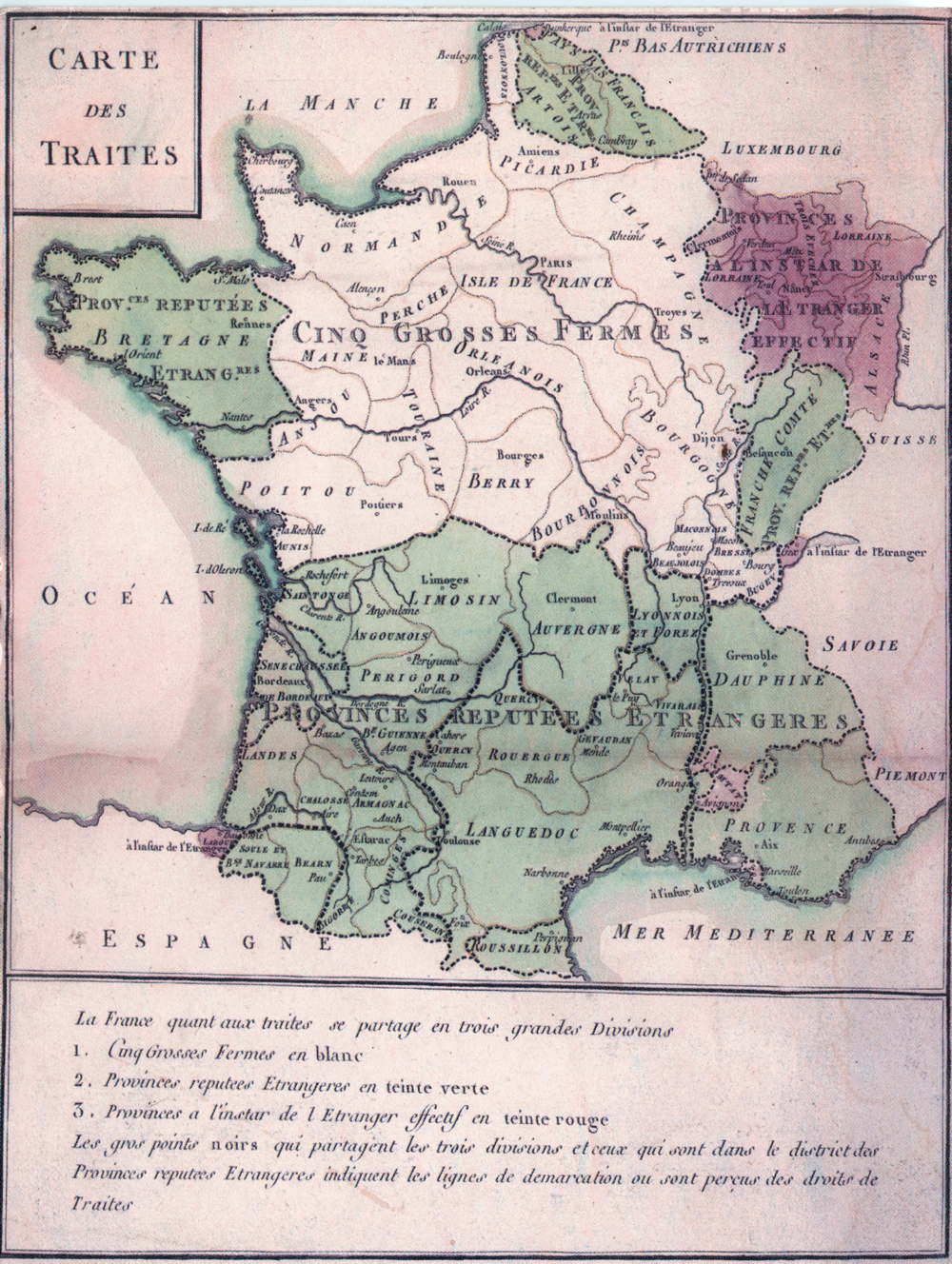
وضع العادات الفرنسية في عام 1732 متشبث تقريبًا بالحدود اللغوية؛ يُظهر حزب العمال بما في ذلك بايون نظامًا ماليًا مستقلاً

حتى هذه اللحظة، تمت الإشارة إلى منطقة نهر أدور باسم مقاطعة فاسكونيا بعد أوائل القرن التاسع ميلادي. وفقًا للعديد من السلطات، تنازل الدوق سانشو السادس من جاسكوني عن لابورد وموانئها، بايون وبياريتز، إلى الملك سانشو الثالث ملك نافارا حوالي عام 1023م، ومنحها سانشو بدوره إلى ماجوردومو، لوبي سانشيز، كفيكونت. من المفترض أن هذا لوب كان من أقارب الملك، كونه ابن شقيق الملك راميرو غارسيس ملك فيغيرا. هذه القصة المتكررة ليس لها أي أساس في الوثائق المعاصرة، ولا يوجد دليل على أن نافارا وسعت أراضيها شمال جبال البرانس قبل أواخر القرن الثاني عشر. 
في حوالي عام 1125م، استأجر الدوق ويليام التاسع ملك آكيتاين بايون . في (1130-1131)م، هاجم الملك ألفونسو محارب أراغون ونافار بايون بسبب نزاع حول الاختصاصات القضائية مع دوق آكيتاين، ويليام العاشر القديس.
حكم لابورد مباشرة، بين عامي 1169م و1199م، من قبل ريتشارد ليونهارت ، الذي أعطى ميثاقًا ثانيًا لبايون ج. 1174 و ج. 1175، أعطى تجار هذه المدينة إعادة الرسوم التي دفعوها في رسوم بواتو وآكيتاين وجاسكوني. تسبب هذا في انتفاضة الجاسكونيين والباسكيين (بما في ذلك اللابورديين من خارج بايون) لكن ريتشارد هزم جميع المدن التي ثارت.
تزوج ريتشارد من أميرة نافارا بيرينجاريا من نافارا عام 1191م، والتي فضّلت التجارة بين نافارا وبايون (وإنجلترا). تضمن هذا الزواج أيضًا صفقة قضائية شكلت حدود إقليم الباسك الشمالي: تم ضم نافار السفلى بشكل نهائي إلى نافار، بينما بقي لابورد وسولي كجزء من أنجفين آكيتاين. تم إبرام هذا الاتفاق في عام 1193م على شكل بيع حقوقهم  من قبل الفيكونتات الشرعيين للابورد، الذين أسسوا مقرهم في أوستاريتز. أصبحت أوستاريتز منذ ذلك الحين عاصمة لابورد، بدلاً من بايون، حتى قمع المقاطعة في عام 1790.
أعطى جون الأول ملك إنجلترا لبايون قانون البلدية، الذي أنشأ شخصيات عمدة و12 محلفًا و12 مستشارًا و75 ناصحَا.
انتقلت لابورد إلى أيدي الفرنسيين عام 1451م، قبل نهاية حرب المائة عام مباشرة. منذ ذلك الحين وحتى الثورة الفرنسية، كانت لابورد تتمتع بالحكم الذاتي إلى حد كبير باعتبارها مقاطعة فرنسية مستقلة.
في عام 1610م، عانى لابورد من مطاردة الساحرات الهائلة على يد القاضي بيير دي لانكر بعد أن اتخذت الخلافات بين النخبة (البرجوازية التجارية مقابل النبلاء) والطبقات الاجتماعية المختلفة (النبلاء مقابل عامة الناس) منعطفًا نحو الأسوء بسبب عناصر الخرافات. والأخلاق العامة المزعومة، والتي انتهت بإحراق حوالي 70 سورجيناك مفترضًا في النهاية (انظر محاكمات ساحرات الباسك ).
في عام 1790م، قمعت فرنسا المقاطعات التاريخية، بما في ذلك لابورد، ودمجتها في مقاطعة باس-بيرينيه المنشأة حديثًا، جنبًا إلى جنب مع بيارن. كان دومينيك جوزيف جارات وشقيقه الأكبر يمثلان بيلتزار (جمعية) ملكية لابورد الثالثة في باريس. كما هو الحال لدى ممثلي الباسك الآخرين، عارض المخطط الإداري الجديد (لكنه صوّت في النهاية لصالحه) وضمّ الباسك إلى نفس المقاطعة مع بايون وبيارن.
خلال حرب البيرينيه، لابورد أوقفت تجارتها المعتادة مع إقليم الباسك الجنوبي، واهتزت بسبب القمع العشوائي الذي أطلقته الاتفاقية (1793-1794)م مما أدى إلى الترحيل الجماعي إلى أراضي جاسكوني، والاستيلاء على الأراضي، والاستيلاء على الأراضي. مقتل ما يقدر بنحو 1600 مدني من المدن الحدودية سارا وإتكساسو وأسكاين وبيرياتو وما إلى ذلك. وتضمنت الانتهاكات إنشاء أسماء غريبة جديدة لقرى وبلدات لابورد، لكنها عادت بعد فترة وجيزة إلى أسمائها المعتادة.
في العقود الأخيرة، طالبت الالتماسات بالانفصال عن بيارن وإنشاء مقاطعة الباسك ، جنبًا إلى جنب مع مقاطعتي الباسك التاريخيتين الأخريين نافارا السفلى وسولي.

### أنشطة البحارة

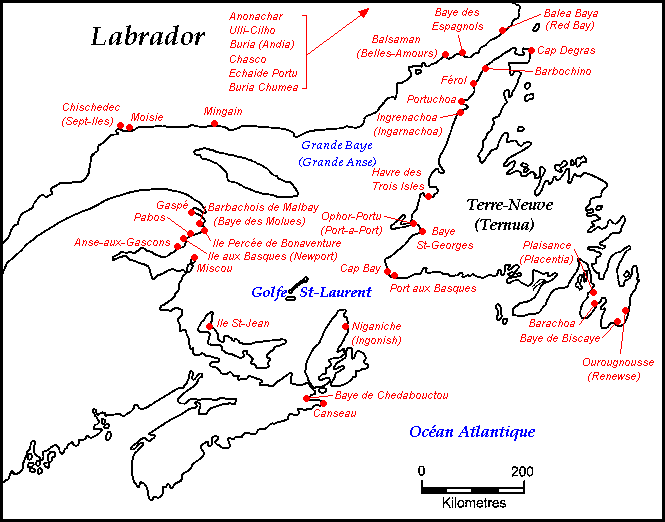
مصايد الأسماك الباسكية في كندا
(اضغط للتكبير)

لابورد، مثل باقي المناطق الساحلية في إقليم الباسك، لعبت دورًا مهمًا في الاستغلال الأوروبي المبكر للمحيط الأطلسي.
تعود أقدم وثيقة (فاتورة) تذكر زيت الحوت أو دهنه إلى عام 670م. في عام 1059م، أعطى صائدو الحيتان من لابوردين زيت أول حيوان تم أسره للفيكونت. يبدو أن الباسك كانوا يكرهون طعم الحيتان لكنهم حققوا وظيفةً جيدةً من خلال بيع لحومهم وزيتهم إلى الفرنسيين والقشتاليين والفلمنكيين. استخدم صيادو الحيتان الباسكيون في هذا النشاط القوارب الطويلة المعروفة باسم المدربين ، والتي سمحت فقط بصيد الحيتان بالقرب من الساحل أو على متن سفن أكبر.
ويبدو أن هذه الصناعة، إلى جانب صيد سمك القد، هي التي جلبت البحارة الباسكيين إلى بحر الشمال وفي النهاية إلى نيوفاوندلاند. تم البدء بصيد الحيتان الباسكية في نيوفاوندلاند ولابرادور في ثلاثينيات القرن السادس عشر. بحلول أوائل القرن السابع عشر على الأقل، وصل صائدو الحيتان الباسكيون إلى أيسلندا.
يبدو أيضًا أن تطوير الدفة في أوروبا هو تطور من إقليم الباسك وتحديدًا من منطقة لابوردين. تظهر ثلاث سفن ذات سارية في لوحة جدارية لإستيلا (نافارا)، يعود تاريخها إلى القرن الثاني عشر، كما تُظهر الأختام المحفوظة في الأرشيف التاريخي نافاري والباريسي سفنًا مماثلة. تم ذكر الدفة نفسها لأول مرة على أنها توجيه "طراز نافارا" أو "طراز بايونيس".
بعد أن خسرت نافارا سان سيباستيان وهونداريبيا لصالح قشتالة عام 1200، وقعت معاهدة مع بايون جعلتها "ميناء نافارا" لما يقرب من ثلاثة قرون. ازدادت الأهمية أيضًا في أوائل العصر الحديث، بعد أن ضمت قشتالة نافارا (لكن كلا المقاطعتين ظلتا تتمتعان بالحكم الذاتي).